# Parafia św. Antoniego Padewskiego w Mostkowie
Parafia pw. św. Antoniego Padewskiego w Mostkowie – parafia rzymskokatolicka z siedzibą w Mostkowie należąca do dekanatu Lipiany, archidiecezji szczecińsko-kamieńskiej, metropolii szczecińsko-kamieńskiej. W parafii posługują księża archidiecezjalni. Według stanu na wrzesień 2018 proboszczem parafii był ks. Andrzej Hulka. Obecnym proboszczem parafii (2023 r.) jest ks. Andrzej Grochowski.  

## Kościół parafialny
Kościół św. Antoniego Padewskiego w Mostkowie

## Kościoły filialne
- Kościół św. Stanisława Biskupa i Męczennika w Dzikowie[1]
- Kościół w Jedlicach[1]
- Kościół Matki Bożej Różańcowej w Strąpiach[1]